# Forti
A Forti-Corse (ou apenas Forti) foi uma equipe italiana de automobilismo que fez parte da Fórmula 1 nas temporadas de 1995 e 1996. Correu também na extinta Fórmula 3000, entre 1987 e 1994.
A equipe contava com vários investidores brasileiros, chegando a ser chamada de equipe ítalo-brasileira, tanto que teve no início dois pilotos brasileiros.
A logística da equipe e da fábrica ficaram por conta dos italianos, enquanto os negócios e patrocinadores ficavam por encargo da parte brasileira dos investidores, foi assim que eles conseguiram facilmente o patrocínio de grandes empresas nacionais como Arisco, Parmalat e Kaiser.
A equipe disputou 27 corridas, não conseguindo marcar pontos. Por ela passaram os pilotos brasileiros Pedro Paulo Diniz e Roberto Pupo Moreno (em 1995), os italianos Luca Badoer e Andrea Montermini (titulares no ano de 1996) e o francês Franck Lagorce, como piloto de testes (também em 1996).

## Trajetória

### Fórmula 3000 (1987–1994)
Fundada pelo ex-piloto Guido Forti e pelo engenheiro Paolo Guerci em 1977, a equipe tinha como sede a cidade de Alessandria, no norte da Itália. Inicialmente corria em categorias menores, principalmente a Fórmula Ford e a Fórmula 3, tanto a nível nacional quanto continental. Os pilotos Franco Forini (suíço), Enrico Bertaggia, Emanuele Naspetti e Gianni Morbidelli (todos italianos) sagrariam-se campeões da F-3 (italiana e europeia) em 1985, 1987, 1988 e 1989, além de ter competido na Fórmula 3 Sul-Americana e na Fórmula Ford 2000 italiana, consagrando Teo Fabi e Oscar Larrauri como campeões nas duas categorias.
Entre 1987 e 1994, a Forti disputaria a Fórmula 3000 com razoável sucesso. Seus melhores resultados vieram em 1991 (terceiro lugar) e 1992 (vice-campeã de construtores), mesmo ano que deixou de correr em paralelo com a Fórmula 3.

## Fórmula 1

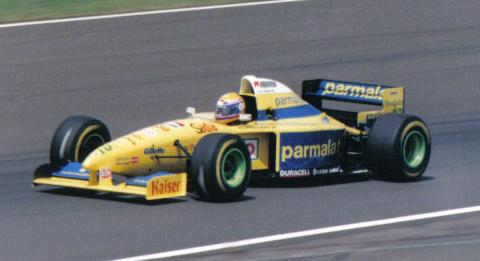
Roberto Pupo Moreno conduz o Forti FG01 em 1995.

Após o final da temporada de 1994 da Fórmula 3000, a Forti planejava subir diretamente para a Fórmula 1 em 1995. Para isto, formalizou um contrato com o empresário brasileiro Abílio Diniz, que lhe ofereceria uma boa quantia em dinheiro para colocar seu filho, Pedro Paulo Diniz (que havia pilotado para a equipe na Fórmula 3000), em um dos carros. Os subsídios somaram algo em torno de 17 milhões de dólares, garantindo a ascensão do time de Guido Forti à F-1.
O primeiro carro da Forti, o FG01, era considerado uma "bomba": possuía linhas aerodinâmicas ultrapassadas, afinal o projeto do carro era baseado no modelo GR02 de 1992 da Fondmetal, com algumas alterações por causa do regulamento da categoria naquele ano, sendo descrito como um "carro de Fórmula 3000 revisado". 
Além disso, seu peso era maior que o peso mínimo regulamentar, e o sistema de câmbio já estava superado para os padrões da Fórmula 1 na época, visto que a maioria absoluta do grid já utilizava câmbio semiautomático de 6 marchas.
Com um staff que tinha, entre outros, Cesare Fiorio (diretor-esportivo), Sergio Rinland (ex-projetista de Williams, Brabham, RAM, Dallara e Fondmetal) Paolo Guerci (um dos fundadores e responsável pela parte de engenharia) e o ex-piloto René Arnoux, que exerceria a função de conselheiro de Pedro Paulo Diniz. Para a segunda vaga, foi escolhido o experiente compatriota Roberto Pupo Moreno, que voltava à categoria após 2 anos e que inicialmente teria um contrato corrida a corrida, uma vez que outros pilotos foram cogitados, entre eles Pedro Lamy, Emanuele Naspetti, Andrea Montermini, Christian Fittipaldi e Maurício Gugelmin.
Com o carro come-pedra e um motor pouco competitivo da Ford, Moreno e Diniz classificavam o carro nas últimas filas, não superando o 20º lugar nos grids. A etapa de San Marino foi um exemplo: eles se classificaram respectivamente (em 25º e 26º) a 8 e 9 segundos da pole position de Michael Schumacher da Benetton e receberam a bandeirada 7 voltas atrás do vencedor, Damon Hill, além de ficar 3 voltas atrás de Luca Badoer, da Minardi, o rival mais próximo dos dois brasileiros. 
A melhor qualificação de chegada veio no GP da Austrália, com um 7º lugar de Pedro Paulo Diniz (na época, 6 pilotos pontuavam), quatro voltas atrás do vencedor, Damon Hill, além de um 8º no Brasil, graças à desclassificação de Michael Schumacher e David Coulthard por problemas no combustível de seus carros, mas a punição foi revogada e o brasileiro voltaria a ficar em 10º, sete voltas atrás do vencedor. A Forti ainda tentou inscrever Hideki Noda, outro ex-piloto da equipe na época da Fórmula 3000, para o Grande Prêmio do Pacífico, mas a FIA negou a superlicença ao japonês
No final do ano, a equipe terminou o campeonato de construtores na antepenúltima posição (atrás apenas da Pacific e da Simtek), sem marcar pontos. 

## Problemas financeiros e encerramento das atividades

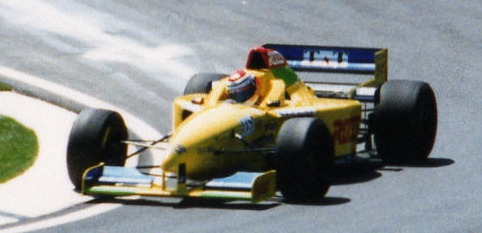
Andrea Montermini pilotando o FG01B no GP de San Marino de 1996, onde ficou fora do grid.

Frustrado com o desempenho da Forti, Abílio Diniz resolveu cancelar os dois anos que restavam do contrato, e consequentemente tirou seu filho Pedro Paulo da equipe, colocando-o na Ligier em 1996. Moreno acabaria sendo demitido ao final de 1995, voltando para a CART no ano seguinte. O ato fez a Forti entrar em situação financeira complicada, e o time estava ameaçado de não disputar o campeonato, e apesar da desistência da Pacific durante a pré-temporada, a equipe italiana mostrava-se atrás das outras em desempenho. Nas primeiras etapas da temporada, o FG01B (uma atualização do carro de 1995) foi usado pelos italianos Andrea Montermini e Luca Badoer - Hideki Noda foi considerado para uma das vagas. O francês Franck Lagorce, vindo da mesma Ligier, seria o piloto de testes. No Grande Prêmio da Austrália, Badoer e Montermini foram os primeiros pilotos a não marcarem tempo dentro da regra dos 107% e ficaram de fora do grid. O novo chassi, o FG03, estrearia em San Marino, e Badoer se classificaria em 21º lugar, enquanto Montermini não conseguiu a vaga com o carro antigo.
A partir da etapa de Mônaco, Guido Forti, visando sanar os problemas financeiros, vendeu sua equipe para a Shannon Racing, que assumiria 51% da escuderia, que abandonaria o amarelo e o azul e adotaria o verde, o branco e o vermelho como suas novas cores. Mas nem a venda solucionou a situação da Forti, que encontrava-se mais endividada enquanto seu dono travava uma batalha judicial para reaver as ações da Shannon, a qual não havia injetado a verba necessária para saldar as dívidas da equipe.
O golpe final contra a Forti deu-se no GP da Grã-Bretanha, quando por falta de pagamento o fornecimento dos motores Ford acabou sendo cortado. Montermini e Badoer foram obrigados a andarem com os propulsores usados na classificação, evitando que o time fosse multado por ausência na corrida. Obviamente não adiantou muito, já que ambos os carros não conseguiram se classificar para a corrida. Na Alemanha, não compareceu aos treinos depois que o fornecimento dos motores foi cortado.
Temendo novas punições à equipe, entre elas o pagamento de multas por ausência ou até mesmo a expulsão da Fórmula 1 por manchar a reputação da categoria (situação que ocorreu com a Andrea Moda Formula em 1992), Guido Forti anunciou a falência de sua equipe, após 27 corridas (23 largadas) disputadas e nenhum ponto conquistado.

## Pilotos
- Pedro Paulo Diniz - Sem resultados de grande destaque antes de ingressar na F-1, Pedro Paulo Diniz fez sua estreia na categoria pela Forti. Sua estreia, em Interlagos, chamou a atenção por ele ter sido desclassificado depois que deu uma volta a mais que o permitido no treino classificatório. Tendo um 7º lugar em Adelaide como resultado mais importante, o brasileiro mudou-se com seus patrocinadores para a Ligier em 1996.
- Roberto Pupo Moreno - Após 2 anos longe da Fórmula 1, tendo inclusive participado de corridas de kart e não obter vaga nas 500 Milhas de Indianápolis em 1994, o "Super-Sub" voltou à categoria inicialmente para as corridas no Brasil e na Argentina. O experiente piloto brasileiro teve como melhor resultado um 14º lugar em Spa-Francorchamps, e deixou definitivamente a categoria após o GP da Austrália, no qual rodou na entrada dos boxes.
- Luca Badoer - Substituto de Pedro Paulo Diniz, o ex-piloto de Scuderia Italia e Minardi disputou 6 corridas pela Forti, não classificou-se em 4 e ausentou-se do GP da Alemanha, logo após a falência da escuderia. Seu resultado mais destacado foi um 14º posto em Ímola.
- Andrea Montermini - Também italiano, Montermini correu apenas 4 vezes, não largou em 6 e também perdeu o GP da Alemanha. O melhor resultado do ex-piloto de Simtek e Pacific também foi um décimo lugar, desta vez na etapa de Buenos Aires.